# Канлифф, Джейсон
Джейсон Райан Китугуа Канлифф (англ. Jason Ryan Quitugua Cunliffe; 23 октября 1983, Хагатна, Гуам) — гуамский футболист, нападающий клуба «Банк оф Гуам Страйкерс» и капитан сборной Гуама.

## Клубная карьера
В возрасте 5 лет начал заниматься футболом в «Tumon Soccer Club». Канлифф выступал первом дивизионе NCAA за футбольную команду Университета Санта-Клары «Бронкос», играя за команду попал в финал четырёх NCAA в 2003 году.
С 2010 года он играл за футбольный клуб «Гуам Шипъярд» чемпионате Гуама. В 2012 году он подписал контракт с филиппинским клубом «Пачанга Дилиман» из чемпионата Филиппин. С 2013 по 2016 годы выступал за футбольный клуб «Роверс» в чемпионате Гуама.

## Карьера в сборной
Выступал за сборную Гуама на молодёжном и юношеском уровне. Дебютировал за национальную сборную на Кубке вызова АФК 2006 и с тех пор является её неизменным капитаном. Лучший бомбардир сборной Гуама за всю её историю.

## Личная жизнь
Родители — Рэнди и Роуз Канлифф, в семье есть ещё две сестры.
Окончил среднюю школу Сайпресс Крик (Хьюстон, США).